# فهرست باشگاه‌های فوتبال با چهار جام یا بیشتر در یک فصل
در یک فصل فوتبال، باشگاه‌ها معمولاً در تعدادی از مسابقات داخلی مانند لیگ و جام حذفی و همچنین گاهی در مسابقات قاره‌ای به رقابت می‌پردازند. برنده شدن در مسابقات متعدد به عنوان یک دستاورد بسیار مهم تلقی می‌شود. دو و سه‌گانه‌ها معمولاً دستاوردهایی هستند که مدت‌ها به یاد می‌آیند، اما با مقداری تکرار اتفاق می‌افتند، در حالی که بردن چهار جام یا بیشتر در یک فصل بسیار نادرتر است. در دهه ۲۰۱۰، اصطلاحات چهار، پنج و شش‌تایی گاهی برای اشاره به کسب چهار، پنج و شش جام در یک فصل استفاده می‌شدند.
این لیست محدود به تیم‌هایی است که در بالاترین سطح فوتبال کشور خود بازی کردند.

## چهار عنوان در یک فصل
برخی از باشگاه‌ها در یک فصل چهار تورنمنت را برده‌اند. این گاهی "چهارگانه" نامیده می‌شود. تیم‌های دیگر چهار مسابقه را در یک سال تقویمی برده‌اند، البته نه همه در یک فصل.

### مردان
| باشگاه           | کشور              | کنفدراسیون | تعداد قهرمانی | فصل                                | نام عنوان | منبع                               |
| ---------------- | ----------------- | ---------- | ------------- | ---------------------------------- | --- | ---------------------------------- |
| پاری سن ژرمن     | فرانسه            | یوفا       | ۴             | ۱۵–۲۰۱۴, ۱۶–۲۰۱۵, ۱۸–۲۰۱۷, ۲۰–۲۰۱۹ | سوپر جام فرانسه، لیگ ۱، جام حذفی فرانسه، جام اتحادیه فرانسه | [ ۸ ] [ ۹ ] [ ۱۰ ] [ ۱۱ ]          |
| رنجرز            | اسکاتلند          | یوفا       | ۳             | ۳۰–۱۹۲۹, ۳۴–۱۹۳۳, ۷۶–۱۹۷۵          | لیگ فوتبال اسکاتلند، جام حذفی اسکاتلند، جام گلاسگو، جام خیریه بازرگانان گلاسگو (۳۰–۱۹۲۹، ۳۴–۱۹۳۳) لیگ فوتبال اسکاتلند، جام حذفی اسکاتلند، جام لیگ فرانسه، جام گلاسگو (۱۹۷۵–۷۶) | [ ۱۲ ] [ ۱۳ ] [ ۱۴ ] [ ۱۵ ]        |
| بارسلونا         | اسپانیا           | یوفا       | ۳             | ۱۰–۲۰۰۹, ۱۲–۲۰۱۱, ۱۶–۲۰۱۵          | سوپر جام اسپانیا، سوپرجام اروپا، جام باشگاه‌های جهان، لا لیگا (۱۰–۲۰۰۹) سوپر جام اسپانیا، سوپرجام اروپا، جام باشگاه‌های جهان، کوپا دل ری (۲۰۱۱–۱۲)سوپرجام اروپا، جام باشگاه‌های جهان، لا لیگا، کوپا دل ری (۲۰۱۵–۱۶)                                                                                | [ ۱۶ ] [ ۱۷ ] [ ۱۸ ]               |
| بایرن مونیخ      | آلمان             | یوفا       | ۳             | ۱۳–۲۰۱۲, ۱۴–۲۰۱۳, ۲۱–۲۰۲۰          | سوپر جام آلمان، بوندس‌لیگا، جام حذفی آلمان، لیگ قهرمانان اروپا (۲۰۱۲–۱۳) سوپرجام اروپا، جام باشگاه‌های جهان، بوندس‌لیگا، جام حذفی آلمان (۲۰۱۳–۱۴) سوپرجام اروپا، سوپر جام آلمان، جام باشگاه‌های جهان، بوندس‌لیگا (۲۰۲۰–۲۱)                                                                           | [ ۱۹ ] [ ۲۰ ] [ ۲۱ ]               |
| آوکلند سیتی      | نیوزیلند          | اواف‌سی     | ۳             | ۱۴–۲۰۱۳, ۱۵–۲۰۱۴, ۲۰۲۲             | جام خیریه، مرحله اول لیگ برتر نیوزیلند، مرحله حذفی لیگ برتر نیوزیلند، لیگ قهرمانان اقیانوسیه (۲۰۱۳–۱۴) جام پرزیدنت اقیانوسیه، مرحله اول لیگ برتر نیوزیلند، مرحله حذفی لیگ برتر نیوزیلند، لیگ قهرمانان اقیانوسیه (۱۵–۲۰۱۴) لیگ قهرمانان اقیانوسیه، لیگ شمالی، لیگ ملی نیوزیلند، جام چاتام (۲۰۲۲) | [ ۲۲ ] [ ۲۳ ] [ ۲۴ ]               |
| سانتوس           | برزیل             | کونمبول    | ۲             | ۱۹۶۲, ۱۹۶۳                         | جام پائولیستا، جام برزیل، جام لیبرتادورس، جام بین قاره‌ای (۱۹۶۲) جام ریو-سائو پائولو، جام برزیل، جام لیبرتادورس، جام بین قاره‌ای (۱۹۶۳) | [ ۲۵ ] [ ۲۶ ]                      |
| سلتیک            | اسکاتلند          | یوفا       | ۲             | ۰۸–۱۹۰۷, ۷۵–۱۹۷۵                   | لیگ فوتبال اسکاتلند، جام حذفی اسکاتلند، جام گلاسگو، جام خیریه بازرگانان گلاسگو (۰۸–۱۹۰۷) لیگ فوتبال اسکاتلند، جام حذفی اسکاتلند، جام درایبرو، جام گلاسگو، (۷۵–۱۹۷۴) | [ ۲۷ ] [ ۱۳ ] [ ۲۸ ]               |
| چین جنوبی        | هنگ کنگ           | ای‌اف‌سی     | ۲             | ۸۸–۱۹۸۷, ۹۱–۱۹۹۰                   | لیگ دسته اول هنگ کنگ، جام سنیور چلنج هنگ کنگ، جام حذفی هنگ کنگ، جام نایب السلطنه | [ ۲۹ ] [ ۳۰ ]                      |
| بنگال شرقی       | هند               | ای‌اف‌سی     | ۲             | ۹۱–۱۹۹۰, ۹۶–۱۹۹۵                   | جام ای‌اف‌ای، جام دوراند، جام روفرز، جام طلای تمام خطوط هوایی (۹۱–۱۹۹۰) لیگ فوتبال کلکوتا، جام ای‌اف‌ای، جام دوراند، جام طلای تمام خطوط هوایی (۹۶–۱۹۹۵) | [ ۳۱ ] [ ۳۲ ] [ ۳۳ ] [ ۳۴ ] [ ۳۵ ] |
| المحرق           | بحرین             | ای‌اف‌سی     | ۲             | ۲۰۰۸, ۲۰۰۹                         | لیگ برتر بحرین، جام پادشاهی بحرین، جام ولیعهد بحرین، ای‌اف‌سی کاپ (۲۰۰۸) لیگ برتر بحرین، جام پادشاهی بحرین، جام ولیعهد بحرین، جام حذفی بحرین (۲۰۰۹) | [ ۲۹ ] [ ۳۶ ] [ ۳۷ ]               |
| پورتو            | پرتغال            | یوفا       | ۲             | ۸۸–۱۹۸۷, ۱۱–۲۰۱۰                   | سوپرجام اروپا، جام بین قاره‌ای، لیگ برتر پرتغال، جام حذفی پرتغال (۸۸–۱۹۸۷) سوپر جام پرتغال، لیگ برتر پرتغال، جام حذفی پرتغال، لیگ اروپا (۱۱–۲۰۱۰) | [ ۳۸ ] [ ۳۹ ] [ ۴۰ ]               |
| الوحدات          | اردن              | ای‌اف‌سی     | ۲             | ۰۹–۲۰۰۸, ۱۱–۲۰۱۰                   | سوپر جام اردن، لیگ برتر اردن، جام حذفی اردن، جام شیلد اردن | [ ۲۹ ] [ ۴۱ ]                      |
| بوریرام یونایتد  | تایلند            | ای‌اف‌سی     | ۲             | ۲۰۱۳, ۲۰۱۵                         | جام سلطنتی کور، لیگ برتر تایلند، جام حذفی تایلند، جام لیگ تایلند | [ ۴۲ ]                             |
| آلبیرکس نیگاتا   | سنگاپور           | ای‌اف‌سی     | ۲             | ۲۰۱۶, ۲۰۱۷                         | جام خیریه سنگاپور، لیگ برتر سنگاپور، جام حذفی سنگاپور، جام لیگ سنگاپور | [ ۴۳ ]                             |
| رئال مادرید      | اسپانیا           | یوفا       | ۲             | ۱۷–۲۰۱۶, ۱۸–۲۰۱۷                   | سوپرجام اروپا، جام باشگاه‌های جهان، لا لیگا، لیگ قهرمانان اروپا (۱۷–۲۰۱۶) سوپر جام اسپانیا، سوپرجام اروپا، جام باشگاه‌های جهان، لیگ قهرمانان اروپا (۱۸–۲۰۱۷) | [ ۴۴ ] [ ۴۵ ]                      |
| العهد            | لبنان             | ای‌اف‌سی     | ۲             | ۱۱–۲۰۱۰, ۱۹–۲۰۱۸                   | سوپر جام لبنان، لیگ برتر لبنان، جام نخبگان لبنان، جام حذفی لبنان (۱۱–۲۰۱۰) سوپر جام لبنان، لیگ برتر لبنان، جام حذفی لبنان، ای‌اف‌سی کاپ (۱۹–۲۰۱۸) | [ ۴۶ ]                             |
| جوهور دارالتعظیم | مالزی             | ای‌اف‌سی     | ۲             | ۲۰۲۲، ۲۰۲۳                         | سوپر جام مالزی، سوپر لیگ مالزی، جام حذفی مالزی، جام مالزی | [ ۴۷ ] [ ۴۸ ]                      |
| موفولیرا واندررز | زامبیا            | کاف        | ۱             | ۱۹۶۵                               | سوپر لیگ زامبیا، جام حذفی زامبیا، جام چیبوکو، جام قلعه بین رودزیا | [ ۲۹ ] [ ۴۹ ]                      |
| کابووی واریورز   | زامبیا            | کاف        | ۱             | ۱۹۷۲                               | سوپر لیگ زامبیا، جام حذفی زامبیا، چلنج کاپ زامبیا، جام چیبوکو | [ ۲۹ ] [ ۴۹ ]                      |
| انکانا           | زامبیا            | کاف        | ۱             | ۱۹۸۹                               | سوپر لیگ زامبیا، جام حذفی زامبیا، جام خیریه زامبیا، جام چیبوکو | [ ۲۹ ] [ ۴۹ ]                      |
| سائو پائولو      | برزیل             | کونمبول    | ۱             | ۱۹۹۳                               | جام لیبرتادورس، جام بین قاره‌ای، رکوپا سودامریکانا، سوپرکوپا لیبرتادورس | [ ۵۰ ]                             |
| آژاکس            | هلند              | یوفا       | ۱             | ۹۶–۱۹۹۵                            | جام یوهان کرایف، جام بین قاره‌ای، سوپرجام اروپا، لیگ برتر هلند | [ ۵۱ ]                             |
| نیروی هوایی      | عراق              | ای‌اف‌سی     | ۱             | ۹۷–۱۹۹۶                            | جام نخبگان عراق، جام حذفی عراق، لیگ برتر عراق، سوپر جام عراق | [ ۵۲ ]                             |
| فرانسیسکین       | مارتینیک          | کونکاکاف   | ۱             | ۹۹–۱۹۹۸                            | لیگ ملی مارتینیک، جام حذفی مارتینیک، جام شورای عمومی، جام فرانسه | [ ۲۹ ] [ ۵۳ ]                      |
| الزورا           | عراق              | ای‌اف‌سی     | ۱             | ۲۰۰۰–۱۹۹۹                          | سوپر جام عراق، جام نخبگان عراق، جام حذفی عراق، لیگ برتر عراق | [ ۵۴ ]                             |
| سنت لوئیسین      | رئونیون           | کاف        | ۱             | ۲۰۰۲                               | لیگ برتر رئونیون، جام حذفی رئونیون، جام دی.او.ام.، جام فرانسه | [ ۲۹ ] [ ۵۵ ] [ ۵۶ ]               |
| سان هی           | هنگ کنگ           | ای‌اف‌سی     | ۱             | ۰۵–۲۰۰۴                            | لیگ دسته اول هنگ کنگ، جام سنیور چلنج هنگ کنگ، جام حذفی هنگ کنگ، جام لیگ هنگ کنگ | [ ۳۰ ]                             |
| لینفیلد          | ایرلند شمالی      | یوفا       | ۱             | ۰۶–۲۰۰۵                            | جام شهرستان آنتریم، جام لیگ فوتبال ایرلند شمالی، لیگ فوتبال ایرلند شمالی، جام حذفی ایرلند شمالی | [ ۵۷ ] [ ۵۸ ]                      |
| منچستر یونایتد   | انگلستان          | یوفا       | ۱             | ۰۹–۲۰۰۸                            | جام خیریه انگلستان، جام باشگاه‌های جهان، جام اتحادیه باشگاه‌های انگلستان، لیگ برتر انگلستان | [ ۵۹ ]                             |
| دبرتسنی          | مجارستان          | یوفا       | ۱             | ۱۰–۲۰۰۹                            | سوپر جام مجارستان، لیگ دسته اول مجارستان، جام حذفی مجارستان، جام لیگ مجارستان | [ ۲۹ ]                             |
| سنت میشل یونایتد | سیشل              | کاف        | ۱             | ۲۰۱۱                               | لیگ برتر سیشل، جام حذفی سیشل، جام لیگ سیشل، جام پرزیدنت سیشل | [ ۲۹ ] [ ۶۰ ]                      |
| امبابانه سوالوز  | اسواتینی          | کاف        | ۱             | ۱۳–۲۰۱۲                            | لیگ برتر اسواتینی، جام حذفی اسواتینی، چالش برتر قلعه، جام پی‌ال‌اس | [ ۲۹ ] [ ۶۱ ]                      |
| دبلیو کانکشن     | ترینیداد و توباگو | کونکاکاف   | ۱             | ۱۴–۲۰۱۳                            | جام خیریه ترینیداد و توباگو، لیگ فوتبال تی‌تی، جام حذفی ترینیداد و توباگو، پرو بول ترینیداد و توباگو | [ ۲۹ ] [ ۶۲ ]                      |
| الکویت           | کویت              | ای‌اف‌سی     | ۱             | ۱۷–۲۰۱۶                            | سوپر جام کویت، لیگ برتر کویت، جام امیر کویت، جام ولیعهد کویت | [ ۲۹ ] [ ۶۳ ]                      |
| کیتچی            | هنگ کنگ           | ای‌اف‌سی     | ۱             | ۱۸–۲۰۱۷                            | لیگ برتر هنگ کنگ، جام نهال هنگ کنگ، جام حذفی هنگ کنگ، سوپر جام هنگ کنگ | [ ۳۰ ] [ ۶۴ ] [ ۶۵ ]               |
| سن پیرویسه       | رئونیون           | کاف        | ۱             | ۲۰۱۸                               | جام قهرمانان، لیگ برتر رئونیون، جام حذفی رئونیون، جام فرانسه | [ ۲۹ ] [ ۵۵ ]                      |
| منچستر سیتی      | انگلستان          | یوفا       | ۱             | ۱۹–۲۰۱۸                            | جام خیریه انگلستان، جام اتحادیه باشگاه‌های انگلستان، لیگ برتر انگلستان، جام حذفی انگلستان | [ ۶۶ ]                             |
| فلامینگو         | برزیل             | کونمبول    | ۱             | ۲۰۲۰                               | سوپر جام برزیل، رکوپا سودامریکانا، جام کاریوکا، سری آ برزیل | [ ۶۷ ]                             |
| الاهلی           | مصر               | کاف        | ۱             | ۲۳–۲۰۲۲                            | سوپر جام مصر، لیگ برتر مصر، جام حذفی مصر، لیگ قهرمانان آفریقا | [ ۶۸ ] [ ۶۹ ]                      |

### زنان
| باشگاه            | کشور     | کنفدراسیون | تعداد قهرمانی | فصل     | نام عنوان                                                                               | منبع          |
| ----------------- | -------- | ---------- | ------------- | ------- | --------------------------------------------------------------------------------------- | ------------- |
| توکیو وردی بیلیزا | ژاپن     | ای‌اف‌سی     | ۱             | ۲۰۱۹    | لیگ نادشیکو، جام ملکه، جام لیگ نادشیکو، جام باشگاه‌های زنان آسیا                         | [ ۷۰ ] [ ۷۱ ] |
| جیانگسو           | چین      | ای‌اف‌سی     | ۱             | ۲۰۱۹    | سوپر لیگ زنان چین، مسابقات ملی زنان چین، جام حذفی زنان چین، سوپر جام زنان چین           | [ ۷۲ ] [ ۷۳ ] |
| بارسلونا          | اسپانیا  | یوفا       | ۱             | ۲۰–۲۰۱۹ | لیگ برتر زنان اسپانیا، کوپا د لا رینا، جام کاتالونیا، سوپر جام اسپانیا زنان             | [ ۷۴ ]        |
| چلسی              | انگلستان | یوفا       | ۱             | ۲۱–۲۰۲۰ | سوپر لیگ زنان، جام حذفی زنان انگلستان، جام لیگ‌ها زنان انگلستان، جام خیریه زنان انگلستان | [ ۷۵ ]        |
| کورینتیانس        | برزیل    | کونمبول    | ۱             | ۲۰۲۳    | سری آ زنان برزیل، سوپر جام زنان برزیل، مسابقات پائولیستا زنان، جام لیبرتادورس زنان      | [ ۷۶ ]        |

## پنج عنوان در یک فصل

### مردان
| باشگاه     | کشور     | کنفدراسیون | تعداد قهرمانی | فصل                       | نام عنوان | منبع                                                    |
| ---------- | -------- | ---------- | ------------- | ------------------------- | --- | ------------------------------------------------------- |
| بنگال شرقی | هند      | ای‌اف‌سی     | ۳             | ۷۳–۱۹۷۲، ۷۴–۱۹۷۳، ۰۳–۲۰۰۲ | لیگ فوتبال کلکوتا، جام ای‌اف‌ای، جام دوراند، جام روفرز، جام بوردولوی (۷۳–۱۹۷۲) لیگ فوتبال کلکوتا، جام ای‌اف‌ای، جام روفرز، جام دی‌اس‌ام، جام بوردولوی (۷۴–۱۹۷۳) لیگ فوتبال ملی هند، لیگ فوتبال کلکوتا، جام ای‌اف‌ای، جام روفرز، جام روز انقلاب (۰۳–۲۰۰۲) | [ ۳۱ ] [ ۳۲ ] [ ۳۳ ] [ ۳۵ ] [ ۷۷ ] [ ۷۸ ] [ ۷۹ ] [ ۸۰ ] |
| فرانسیسکین | مارتینیک | کونکاکاف   | ۳             | ۰۲–۲۰۰۱، ۰۳–۲۰۰۲، ۰۵–۲۰۰۴ | لیگ ملی مارتینیک، جام حذفی مارتینیک، جام شورای عمومی، جام فرانسه، جام دی‌او‌ام (۰۲–۲۰۰۱، ۰۳–۲۰۰۲) لیگ ملی مارتینیک، جام حذفی مارتینیک، جام شورای عمومی، جام فرانسه، لیگ آنتیل (۰۵–۲۰۰۴)                                                            | [ ۲۹ ] [ ۵۶ ] [ ۸۱ ] [ ۵۳ ]                             |
| سلتیک      | اسکاتلند | یوفا       | ۱             | ۶۷–۱۹۶۶                   | جام باشگاه‌های اروپا، لیگ فوتبال اسکاتلند، جام حذفی اسکاتلند، جام لیگ اسکاتلند، جام گلاسگو | [ ۸۲ ] [ ۸۳ ] [ ۸۴ ] [ ۸۵ ]                             |
| والتا      | مالت     | یوفا       | ۱             | ۹۷–۱۹۹۶                   | لیگ برتر مالت، جام حذفی مالت، سوپر جام مالت، جام لوونبرو، جام قرعه‌کشی سوپر ۵ | [ ۸۶ ]                                                  |
| با         | فیجی     | اواف‌سی     | ۱             | ۲۰۰۶                      | لیگ برتر فیجی، جام حذفی فیجی، مسابقات بین منطقه‌ای، جام نبرد غول‌ها، جام قهرمان قهرمانان | [ ۸۷ ]                                                  |
| الاهلی     | مصر      | کاف        | ۱             | ۰۷–۲۰۰۶                   | سوپر جام آفریقا، لیگ برتر مصر، جام حذفی مصر، لیگ قهرمانان آفریقا، سوپر جام مصر | [ ۸۸ ] [ ۸۹ ]                                           |

## شش عنوان در یک فصل
تیم‌های دیگری موفق به کسب شش‌گانه شده‌اند؛ اما تمامی آنها در یک فصل نبودند.

### مردان
| باشگاه | کشور   | کنفدراسیون | تعداد قهرمانی | فصل     | نام عنوان                                                                                            | منبع          |
| ------ | ------ | ---------- | ------------- | ------- | --- | ------------- |
| انکانا | زامبیا | کاف        | ۱             | ۱۹۹۳    | سوپر لیگ زامبیا، جام حذفی زامبیا، چلنج کاپ زامبیا، جام خیریه زامبیا، جام چیبوکو، جام قهرمان قهرمانان | [ ۲۹ ] [ ۴۹ ] |
| والتا  | مالت   | یوفا       | ۱             | ۰۱–۲۰۰۰ | لیگ برتر مالت، جام حذفی مالت، سوپر جام مالت، جام لوونبرو، جام قرعه‌کشی سوپر ۵، جام صدمین سالگرد مالت  | [ ۸۷ ] [ ۹۰ ] |

### زنان
| باشگاه | کشور     | کنفدراسیون | تعداد قهرمانی | فصل     | نام عنوان                                                                                              | منبع                               |
| ------ | -------- | ---------- | ------------- | ------- | --- | ---------------------------------- |
| آرسنال | انگلستان | یوفا       | ۱             | ۰۷–۲۰۰۶ | لیگ قهرمانان اروپای زنان، لیگ ملی زنان، جام حذفی زنان، جام لیگ ملی زنان، جام خیریه زنان، جام زنان لندن | [ ۹۱ ] [ ۹۲ ] [ ۹۳ ] [ ۹۴ ] [ ۹۵ ] |

## هفت عنوان در یک فصل
| باشگاه  | کشور         | کنفدراسیون | تعداد قهرمانی | فصل              | نام عنوان | منبع                        |
| ------- | ------------ | ---------- | ------------- | ---------------- | --- | --------------------------- |
| لینفیلد | ایرلند شمالی | یوفا       | ۲             | ۲۲–۱۹۲۱، ۶۲–۱۹۶۱ | جام شهرستان آنتریم، جام لیگ فوتبال ایرلند شمالی، جام حذفی ایرلند شمالی، جام سیتی، جام طلا، جام خیریه بلفاست، جام الحمرا (۲۲–۱۹۲۱) جام شهرستان آنتریم، جام لیگ فوتبال ایرلند شمالی، جام حذفی ایرلند شمالی، جام سیتی، جام طلا، جام اولستر، جام شمال-جنوب (۶۲–۱۹۶۱) | [ ۹۶ ] [ ۹۷ ] [ ۹۸ ] [ ۹۹ ] |